# ميل مي-38
ميل مي-38 هي مروحية نقل صُممت بواسطة ميل موسكو. صُنعت لاستبدال ميل مي-8 وميل مي-17، وتم تسويقها في العسكرية والإصدارات المدنية. طارت لأول في 22 ديسمبر عام 2003م.

## النسخة العسكرية ميل مي-38 تي
تعد ميل مي-38 تي نسخة عسكرية لمروحية ميل مي-38 تي. سيخضع النموذج الاختباري للمروحية لاختبارات جوية، وتخطط وزارة الدفاع الروسية لشراء دفعات جديدة من المروحيات لصالح القوة الفضائية الجوية الروسية بناء على نتائج الاختبارات، وذلك في إطار البرنامج الحكومي الخاص بتسليح الجيش لفترة أعوام 2018-2025.

ستكون هذه المروحية مطلوبة في روسيا وخارجها، لأنها تتصف بإمكانية نقل حمولة كبيرة، وتتميز بنسبة عالية لقوة الدفع إلى وزنها بحسب المدير العام لشركة “مروحيات روسيا” القابضة، أندريه بوغينسكي.

من المخطط أن تزود المروحية المعدلة للأغراض العسكرية بمنظومة وقود محمية من الانفجار، وخزانات وقود إضافية لزيادة مسافة التحليق، ووسائل اتصال خاصة، وتجهيزات السلامة ومنها بدلات النجاة البحرية لأفراد الطاقم وكذلك تجهيزات العمل في المناطق القطبية.

وقد استخدمت المواد المركبة في بناء الطائرة لإنقاص الوزن، بما في ذلك في هيكل الطائرة، والمروحة الرئيسية والذيل.

محركات الطائرة التربينية اثنين من طراز TV7-117V بقدرة 2500 حصان لكل منها، وقمرة القيادة زجاجية مع خمس شاشات كريستال السائل للوحة القيادة.

أول طيران تجريبي للنسخه العسكرية ميل مي-38 تي جرى يوم 23 نوفمبر 2018.

الجيش الروسي تستلم أول مروحيتين ميل مي-38 تي إلى غاية يناير 2020.

## النسخ الأخرى
روسيا ربما تطور نسخه اخلاء طبي ونسخه حرب الكترونيه EW من مروحيات ميل مي-38.

## المواصفات

### الخصائص العامة
- الطاقم: 1/2 - طيار أو طياران (لنقل الركاب)
- الحمولة: 30 راكب
- الطول: 19.70 م
- قطر الدوار: 21.10 م
- الارتفاع: 5.13 م
- منطقة القرص: 349.5 متر مربع
- الوزن الفارغ: 8300 كجم
- الوزن المحمل: 14200 كجم
- قوة المحرك: 2× محركي تربو كلموف تي.في7-177 أو برات آند ويتني كندا بي.دبليو127/تي.إس، 1864 كيلو وات

### الأداء
- حمولة القرص: 41 كجم/متر مربع
- القوة: 260 وات/كجم